# 南美彩龜
南美彩龜（學名：Trachemys dorbigni），也可叫斑彩龜，是彩龜屬下的一種龜，發現於巴西南部、阿根廷東北部和烏拉圭，現已被不少家庭當作觀賞用寵物龜來養殖。
最先引進到台灣而被稱作「巴西龜」的寵物龜其實是南美彩龜，後期因運輸成本較高而改引進原產於美國密西西比河流域的紅耳龜（學名：Trachemys scripta elegans），因兩種龜外觀相近，而被混淆都稱為「巴西龜」，後來「巴西龜」一名沿用在紅耳龜身上至今。